# Референдум в Лихтенштейне (1921)
Референдум в Лихтенштейне прошёл 28 марта 1921 года. Он должен был решить вопрос, следует ли оставить Йосифа Пеера на посту губернатора. Предложение было одобрено 61,8% голосов избирателей.

## Контекст
Австриец Йосиф Пеер был в 1921 году губернатором княжеских земель в Лихтенштейне, назначенным принцем Лихтенштейна в соответствии с Конституцией 1862 года. В это время готовилась новая Конституция, которая была позже обнародована 5 октября 1921 года. Новая Конституция предполагала, что глава правительства будет избираться большинством депутатов в Ландтаге, члены которого к тому времени были уже избраны.
Референдум проводился, чтобы решить, оставить ли Йосифа Пеера на своем посту или нет.
Этот референдум стал последним, организация которого не была закреплена в Конституции. Конституция 1921 года формализовала инструменты прямой демократии в Лихтенштейне.

## Результаты
| Выбор                               | Голоса | %    |
| ----------------------------------- | ------ | ---- |
| За                                  | 993    | 61,8 |
| Против                              | 615    | 38,2 |
| Недействительных/пустых бюллетеней  | 18     | –    |
| Всего                               | 1 626  | 100  |
| Зарегистрированных избирателей/Явка | 1 815  | 89,6 |
| Источник: Démocratie Directe        |        |      |